# Monoculodes glyconicus
Monoculodes glyconicus är en kräftdjursart som beskrevs av J. L. Barnard 1962. Monoculodes glyconicus ingår i släktet Monoculodes och familjen Oedicerotidae. Inga underarter finns listade i Catalogue of Life.